# North Deighton
North Deighton – wieś w Anglii, w hrabstwie North Yorkshire, w dystrykcie (unitary authority) North Yorkshire. Leży 22 km na zachód od miasta York i 286 km na północ od Londynu.